# Drake's Love Story
Drake's Love Story è un cortometraggio muto del 1913 diretto da Hay Plumb.

## Produzione
Il film fu prodotto dalla Hepworth.

## Distribuzione
Distribuito dalla Hepworth, il film - un cortometraggio in tre bobine - uscì nelle sale cinematografiche britanniche nel 1913. Nello stesso anno, il 10 luglio 1913, venne distribuito anche negli Stati Uniti dalla Kineto Films con il titolo The Love Romance of Sir Francis Drake.
Fu distrutto nel 1924 dallo stesso produttore, Cecil M. Hepworth. Fallito, in gravissime difficoltà finanziarie, Hepworth pensò in questo modo di poter almeno recuperare il nitrato d'argento della pellicola.